# Oscillum

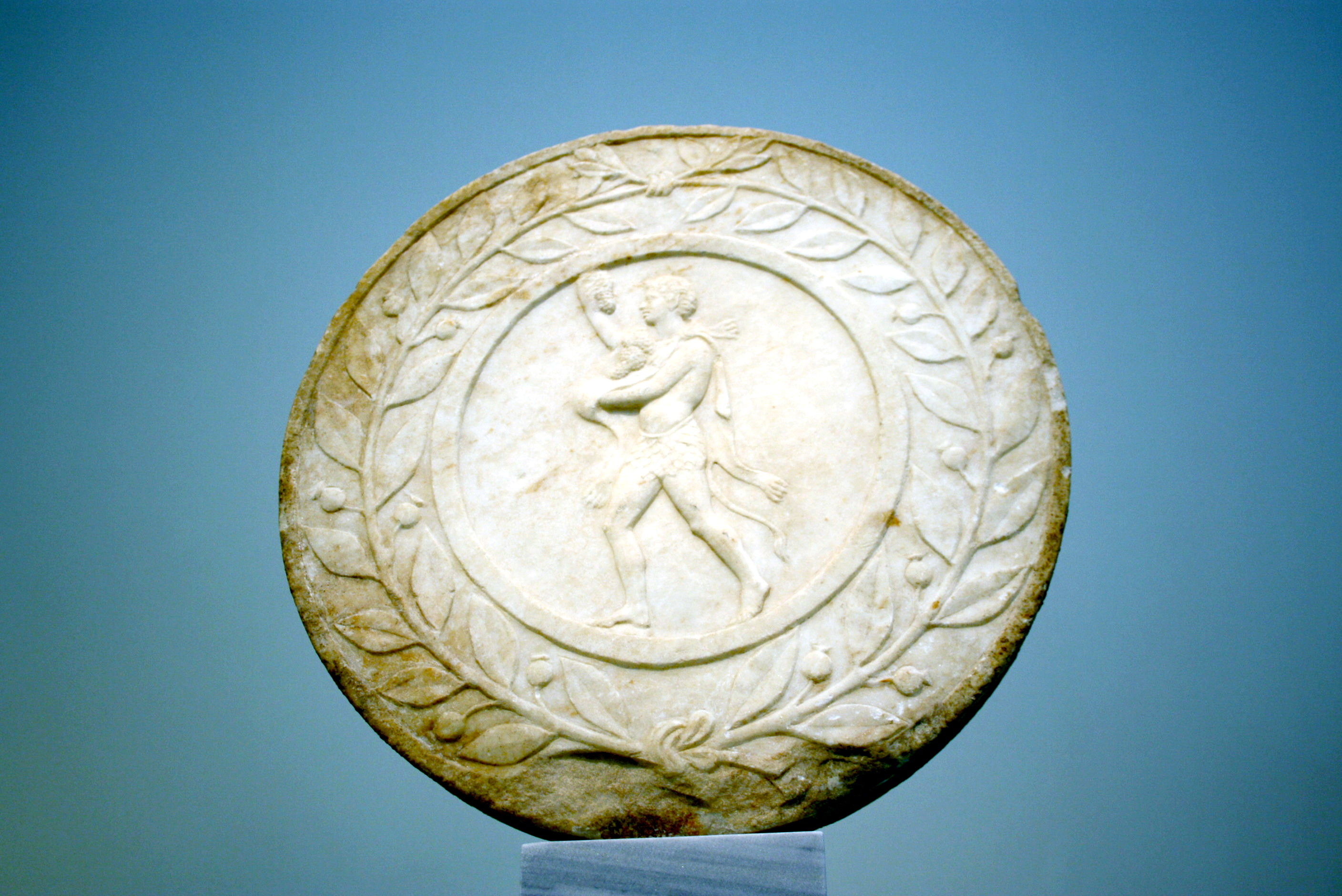
Oscillum d'Atenes.

Oscillum, en plural oscilla, és una paraula llatina que s'aplica a petites figures, sobretot màscares, que es penjaven com ofrena a diverses divinitats, en connexió amb festivals i d'altres cerimònies. Se la considera un diminutiu de la paraula «os cara» i, per tant, significaria «carona». Com els oscilla es movien per efecte del vent, oscillare va passar a significar «moure's per efecte del vent, oscil·lar».
Es conserven moltes oscilla o màscares que representen el cap de Dionís o Baco. Es feien de marbre i terracota, però el material més habitual era la fusta. També es penjaven, com els oscilla, petites figuretes fetes de llana anomenades pilae.

## Festivals
Els festivals en què es penjaven oscilla eren:
(1) Les Sementivae Feriae, o festes de la sembra, i les Paganàlia, festivals rurals de les divinitats tutelars dels camps; totes dues eren al gener. En aquesta ocasió els oscilla es penjaven dels arbres, com la vinya i l'olivera, el roure i el pi, i duien cares de Liber, Baco o una altra divinitat relacionada amb el conreu o la terra (Virgili, Geòrgiques 2.382-396).
(2) Les Feriae Latinae, en què tenien lloc uns jocs que incloïen un concurs de balanceig. Sext Pompeu Fest afirma que aquests cants es deien oscillatio perquè els intèrprets portaven màscares que ocultaven la seva cara (os celare «ocultar el rostre») a causa del pudor.
(3) A les Compitàlia, segons Festo, es penjaven pilae i figures d'homes i dones, fetes també de llana, a les cruïlles dels camins en honor dels déus Lars, tantes pilae com a esclaus es posseïa i tantes figureus com a fills es tenia, amb el propòsit que els Llars preservessin la seva vida. Això ha portat a la conclusió, en general acceptada, que el costum, de penjar oscilla, representa la pràctica més antiga de sacrifici humà, i sens dubte té relació amb la pràctica de la lustratio o purificació, aquesta vegada per efecte de l'aire.